# Исмагилов, Гумер Гимранович
Гумер Гимранович Исмагилов (тат. Гомәр Гыймран улы Исмәгыйлев; 15 июня 1907, Казань — 8 ноября 1983, Андижан) — советский татарский, крымский и узбекский театральный режиссёр, работал в театре Камала, Акмолинском крымскотатарском театре, Андижанском узбекском театре, был одним из самых талантливых, особо одарённых татарских актёров. Заслуженный деятель искусств Узбекской ССР (1967).

## Биография
Родился 15 июня 1907 года. Окончил татарский художественно-театральный техникум в Казани (1927), а затем ГИТИС в Москве (1935). В 1926—1931 гг. инспектор сцены в Татарском академическом театре, затем помощник режиссёра, в 1934—1937 гг. режиссёр этого театра. С 1936 года — главный режиссёр.
Преподавал в Казанском театральном техникуме. Среди его учеников артисты Хидаят Султанов, Вера Минкина, драматурги Саид Шакуров, А. Вахитов, театральный художник Султан Гарифуллин.
С началом периода политических репрессий, осенью 1937 года, на партийном собрании в театре со ссылкой на «неуплату гонораров за роли» режиссёра, окончившего ГИТИС, отстранили от работы и заставили уйти из театра. Ему предложили уехать либо в Челябинск, либо в Крым. Г. Исмагилов выбрал Крым.
В 1938—1944 годах — режиссёр Крымско-татарского академического театра музыкальной драмы. Он первым поставил на сцене татарские классические произведения («Гюнге шаль», «Хаджи-эфенди женится», «Галиябану»). Ставил произведения Шекспира, Мольера, Гумилёва, Лятиф-заде, Гольдони, Бомарше, Толстого, Тренёва.
Когда началась война, Исмагилов успел отправить свою жену Разию в Казань. После того, как Крым оказался в руках немцев, театру было разрешено выступать, ставить произведения немецких драматургов, татарскую классику. В мае 1944 года, не желая расставаться со своей труппой, добровольно уехал из Крыма в депортацию.
В изгнании, в Узбекистане, труппе крымскотатарского театра было запрещено работать. С 1944 года — режиссёр Андижанского узбекского Театра музыкальной драмы, с 1957 года — главный режиссёр. Наряду с произведениями узбекских драматургов ставил «Женитьбу» Николая Гоголя, «Русский вопрос» К. Симонова, «Семью» П. Попова, «Лес» А. Островского, «Разбойников» Ф. Шиллера, «Ромео и Джульетту» У. Шекспира. Ему было присвоено почётное звание Заслуженный деятель искусств Узбекской ССР (1967).
Реабилитирован в 1956 году. Умер в 1983 году в Андижане, похоронен там же.
В 2016 году в Крыму был снят автобиографический фильм о судьбе режиссёра.

## Постановки
- 1930 г. — «Квадратура круга» Катаев
- 1931 г. — «Город ветров» Киршона
- 1934 г. — «За туманом» Шариф Камал
- 1936 г. — «Изумруд» Фатих Сайфи-Казанлык
- 1936 г. — «Галиябану» Мирхайдар Файзи
- 1937 г. — «Потоп»
- «Талир Танака» («Чаткылар») Тази Гиззат
- «Габбас Невеста»
- «Враги» Максим Горький
- «Профессорский Пушок» Фридриха Вольфа
- «Каменный гость» А. С. Пушкин

## Семья
- Первая жена Разия (Файзуллина, до 1942 года) (1913-?) — первая флейтистка, получившая специальное образование у женщин. В 1945 году вышла замуж за Усмана Альмеева.
- Вторая жена Урия, актриса. Внучка сестры Урии Сусанна Барабашева — актриса Крымского академического музыкально-драматического театра[3]

## Награды, почетные звания
- Заслуженный деятель искусств Узбекской ССР (1967).